# Campeonato Mundial de Natação em Piscina Curta de 2021 - 200 m livre masculino
A prova dos 200 metros nado livre masculino do Campeonato Mundial de Natação em Piscina Curta de 2021 foi disputado no dia 17 de dezembro de 2021, na Etihad Arena, em Abu Dhabi, nos Emirados Árabes Unidos.

## Recordes
Antes desta competição, os recordes mundiais e do campeonato nesta prova eram os seguintes:
|                       | Nome            | Nacionalidade | Tempo   | Local    | Data                   |
| --------------------- | --------------- | ------------- | ------- | -------- | ---------------------- |
| Recorde mundial       | Paul Biedermann | Alemanha      | 1:39.37 | Berlim   | 15 de novembro de 2009 |
| Recorde do campeonato | Danas Rapšys    | Lituânia      | 1:40.95 | Hangzhou | 14 de dezembro de 2018 |

## Medalhistas
| Ouro                | Prata                | Bronze             |
| Hwang Sun-woo (KOR) | Aleksandr Shchegolev | Danas Rapšys (LTU) |

## Resultados

### Eliminatórias
As eliminatórias ocorreram dia 17 de dezembro com um total de 69 nadadores.
| Colocação | Bateria | Raia | Nadador                      | Nacionalidade              | Tempo   | Notas            |
| --------- | ------- | ---- | ---------------------------- | -------------------------- | ------- | ---------------- |
| 1         | 8       | 3    | Fernando Scheffer            | Brasil                     | 1:42.42 | Q                |
| 2         | 6       | 4    | Hwang Sun-woo                | Coreia do Sul              | 1:42.43 | Q                |
| 3         | 8       | 4    | Duncan Scott                 | Reino Unido                | 1:42.58 | Q                |
| 4         | 7       | 0    | Kieran Smith                 | Estados Unidos             | 1:42.64 | Q                |
| 5         | 8       | 7    | Aleksandr Shchegolev         | Federação Russa de Natação | 1:42.76 | Q                |
| 6         | 7       | 4    | Danas Rapšys                 | Lituânia                   | 1:42.82 | Q                |
| 6         | 7       | 7    | Antonio Djakovic             | Suíça                      | 1:42.82 | Q,               |
| 8         | 6       | 6    | Matteo Ciampi                | Itália                     | 1:42.99 | Q                |
| 9         | 7       | 5    | Luc Kroon                    | Países Baixos              | 1:43.05 |                  |
| 10        | 6       | 3    | Murilo Sartori               | Brasil                     | 1:43.08 |                  |
| 11        | 8       | 6    | Jack McMillan                | Irlanda                    | 1:43.13 |                  |
| 12        | 7       | 2    | Felix Auböck                 | Áustria                    | 1:43.49 |                  |
| 13        | 8       | 1    | Kregor Zirk                  | Estónia                    | 1:43.58 |                  |
| 14        | 8       | 5    | David Popovici               | Roménia                    | 1:43.62 |                  |
| 15        | 8       | 2    | Velimir Stjepanovic          | Sérvia                     | 1:43.97 |                  |
| 16        | 6       | 8    | Denis Loktev                 | Israel                     | 1:44.08 |                  |
| 17        | 4       | 5    | Alfonso Mestre               | Venezuela                  | 1:44.26 |                  |
| 18        | 8       | 8    | Jordan Pothain               | França                     | 1:44.34 |                  |
| 19        | 5       | 3    | Hong Jinquan                 | China                      | 1:44.78 |                  |
| 20        | 6       | 2    | Baturalp Ünlü                | Turquia                    | 1:44.79 |                  |
| 21        | 7       | 3    | Stan Pijnenburg              | Países Baixos              | 1:44.85 |                  |
| 22        | 7       | 6    | Ivan Giryov                  | Federação Russa de Natação | 1:45.08 |                  |
| 23        | 6       | 1    | Marco De Tullio              | Itália                     | 1:45.63 |                  |
| 24        | 8       | 0    | Thomas Thijs                 | Bélgica                    | 1:45.92 |                  |
| 25        | 5       | 0    | Mikel Schreuders             | Aruba                      | 1:46.08 | Recorde nacional |
| 26        | 5       | 1    | Marwan Elkamash              | Egito                      | 1:46.11 | Recorde nacional |
| 27        | 5       | 9    | Juan Morales                 | Colômbia                   | 1:46.30 | Recorde nacional |
| 28        | 5       | 6    | Cheuk Ming Ho                | Hong Kong                  | 1:46.50 |                  |
| 28        | 7       | 1    | Jordan Sloan                 | Irlanda                    | 1:46.50 |                  |
| 30        | 7       | 8    | Lukas Martens                | Alemanha                   | 1:46.52 |                  |
| 31        | 4       | 4    | Sajan Prakash                | Índia                      | 1:46.61 | Recorde nacional |
| 32        | 6       | 0    | Dimitrios Markos             | Grécia                     | 1:46.90 |                  |
| 33        | 5       | 7    | Alex Sobers                  | Barbados                   | 1:46.91 | Recorde nacional |
| 34        | 5       | 5    | Max Mannes                   | Luxemburgo                 | 1:47.61 |                  |
| 35        | 4       | 1    | Xander Skinner               | Namíbia                    | 1:47.66 | Recorde nacional |
| 36        | 8       | 9    | Joaquín Vargas               | Peru                       | 1:48.05 |                  |
| 37        | 7       | 9    | Mohamed Lagili               | Tunísia                    | 1:48.18 |                  |
| 38        | 4       | 3    | Nguyễn Huy Hoàng             | Vietname                   | 1:48.19 |                  |
| 39        | 5       | 4    | Yordan Yanchev               | Bulgária                   | 1:48.60 |                  |
| 40        | 4       | 0    | Mohamed Djaballah            | Argélia                    | 1:48.97 |                  |
| 41        | 5       | 2    | Luka Kukhalashvili           | Geórgia                    | 1:49.53 |                  |
| 42        | 5       | 8    | Supha Sangaworawong          | Tailândia                  | 1:50.25 |                  |
| 43        | 4       | 7    | Omar Abbass                  | Síria                      | 1:50.50 |                  |
| 44        | 3       | 9    | James Allison                | Ilhas Caimã                | 1:50.67 |                  |
| 45        | 3       | 4    | Nikola Bjelajac              | Bósnia e Herzegovina       | 1:50.89 |                  |
| 46        | 4       | 8    | Pavel Alovatki               | Moldávia                   | 1:51.26 |                  |
| 47        | 3       | 7    | Ado Gargović                 | Montenegro                 | 1:51.42 |                  |
| 48        | 4       | 2    | Dylan Cachia                 | Malta                      | 1:51.49 |                  |
| 49        | 3       | 6    | Ridhwan Mohamed              | Quênia                     | 1:51.79 | Recorde nacional |
| 50        | 1       | 6    | Ramazan Omarov               | Quirguistão                | 1:52.68 |                  |
| 51        | 4       | 9    | Henrique Mascarenhas         | Angola                     | 1:52.88 |                  |
| 52        | 2       | 2    | Ghalib Sabt                  | Emirados Árabes Unidos     | 1:52.94 |                  |
| 53        | 3       | 3    | Bartal Erlingsson Eidesgaard | Ilhas Feroé                | 1:53.03 |                  |
| 54        | 3       | 2    | Ahmed Ali Al-Hazmi           | Arábia Saudita             | 1:53.55 |                  |
| 55        | 3       | 0    | Stefano Mitchell             | Antilhas Holandesas        | 1:53.68 |                  |
| 56        | 1       | 2    | Adrián Navarro               | Cuba                       | 1:53.99 |                  |
| 57        | 3       | 8    | Matin Balsini                | Irão                       | 1:54.47 |                  |
| 58        | 2       | 6    | Batbayaryn Enkhtamir         | Mongólia                   | 1:55.82 |                  |
| 59        | 2       | 4    | Christopher Gossmann         | Guatemala                  | 1:55.84 |                  |
| 60        | 2       | 5    | Gerald Hernández             | Nicarágua                  | 1:56.08 |                  |
| 61        | 2       | 3    | Davor Petrovski              | Macedônia do Norte         | 1:56.54 |                  |
| 62        | 1       | 7    | Jinnosuke Suzuki             | Marianas Setentrionais     | 1:57.27 |                  |
| 63        | 2       | 1    | Nasir Yahya Hussain          | Nepal                      | 1:58.30 |                  |
| 64        | 1       | 4    | Matt Savitz                  | Gibraltar                  | 1:58.69 |                  |
| 65        | 1       | 3    | Yaseen Al-Atieh              | Kuwait                     | 2:00.68 |                  |
| 66        | 2       | 9    | Vladimir Mamikonyan          | Armênia                    | 2:00.92 |                  |
| 67        | 2       | 0    | Israel Poppe                 | Guam                       | 2:03.89 |                  |
| 68        | 2       | 7    | Raekwon Noel                 | Guiana                     | 2:06.28 |                  |
| 69        | 1       | 5    | Solomon Beraki               | Eritreia                   | 2:47.29 |                  |
| 70        | 2       | 8    | Ailton Lima                  | Cabo Verde                 | DNS     |                  |
| 70        | 3       | 1    | Issa Al-Adawi                | Omã                        | DNS     |                  |
| 70        | 3       | 5    | Pedro Chiancone              | Uruguai                    | DNS     |                  |
| 70        | 4       | 6    | Henrik Christiansen          | Noruega                    | DNS     |                  |
| 70        | 6       | 5    | Tom Dean                     | Reino Unido                | DNS     |                  |
| 70        | 6       | 7    | Chad le Clos                 | África do Sul              | DNS     |                  |
| 70        | 6       | 9    | Glen Lim Jun Wei             | Singapura                  | DNS     |                  |

### Final
A final foi realizada em 17 de dezembro.
| Colocação         | Raia | Nadador              | Nacionalidade              | Tempo   | Notas            |
| ----------------- | ---- | -------------------- | -------------------------- | ------- | ---------------- |
| Medalha de ouro   | 5    | Hwang Sun-woo        | Coreia do Sul              | 1:41.60 |                  |
| Medalha de prata  | 2    | Aleksandr Shchegolev | Federação Russa de Natação | 1:41.63 |                  |
| Medalha de bronze | 7    | Danas Rapšys         | Lituânia                   | 1:41.73 |                  |
| 4                 | 3    | Duncan Scott         | Reino Unido                | 1:42.27 |                  |
| 5                 | 6    | Kieran Smith         | Estados Unidos             | 1:42.29 |                  |
| 6                 | 1    | Antonio Djakovic     | Suíça                      | 1:42.47 | Recorde nacional |
| 7                 | 4    | Fernando Scheffer    | Brasil                     | 1:42.69 |                  |
| 8                 | 8    | Matteo Ciampi        | Itália                     | 1:42.76 |                  |

Legenda
| Recorde mundial       | Recorde mundial (World record)               |                       | Recorde africano                      | Recorde africano (African) |                                           | Q | Classificado por posição (Qualified) |
| Recorde do campeonato | Recorde do campeonato (Championship record)  | Recorde da América    | Recorde da América (Americas)         | q                          | Classificado por melhor tempo (Qualified) |   |                                      |
| Melhor marca do ano   | Melhor marca do ano (World leading)          | Recorde asiático      | Recorde asiático (Asian)              | DNS                        | Não largou (Did not start)                |   |                                      |
| Recorde nacional      | Recorde nacional (National record)           | Recorde europeu       | Recorde europeu (European)            | DNF                        | Não terminou (Did not finish)             |   |                                      |
| Recorde pessoal       | Recorde pessoal do atleta (Personal best)    | Recorde da Oceania    | Recorde da Oceania (Oceania)          | DSQ / DQ                   | Desclassificado (Disqualified)            |   |                                      |
| Recorde da temporada  | Recorde da temporada do atleta (Season best) | Recorde sul-americano | Recorde sul-americano (South America) | NM                         | Sem marca (No mark)                       |   |                                      |